# Люббен
Люббен (нем. Lübben, н.-луж. и в.-луж. Lubin (Błóta)) — город в Германии, районный центр, расположен в земле Бранденбург.
Входит в состав района Даме-Шпревальд. Занимает площадь 119,90 км². Официальный код — 12 0 61 316.

## Административное деление
Город подразделяется на 9 городских районов:
- Бёрнихен (Борнице)
- Люббен-Штадт (Любин-Место)
- Любольц (Любольце) подразделяется на две части: Грос-Любольц (Велике-Любольце) и Клайн-Любольц (Мале-Любольц)
- Нойэнсдорф (Нова-Вясь)
- Раденсдорф (Радом)
- Треппендорф (Раньхов)
- Хартманнсдорф (Гартманойце)
- Штайнкирхен (Камена)
- Эллерборн (Вольшины)

## Население
В настоящее время входит в состав культурно-территориальной автономии «Лужицкая поселенческая область», на территории которой действуют законодательные акты земель Саксонии и Бранденбурга, содействующие сохранению лужицких языков и культуры лужичан.
| Год  | Население |
| ---- | --------- |
| 1990 | 15 495    |
| 1995 | 15 091    |
| 2000 | 15 025    |
| 2005 | 14 627    |
| 2010 | 14 122    |
| 2015 | 13 824    |
| 2020 | 14 036    |

## Знаменитые люди, связанные с городом
- Герхардт, Пауль (1607—1676) — немецкий лютеранский теолог и автор текстов духовных лютеранских песнопений
- Кролль, Сильвио (1965) — бывший немецкий гимнаст
- Мантейфель, Отто Теодор (1805—1882) — прусский государственный деятель
- Марлот, Рудольф (1855—1931) — немецкий и южноафриканский ботаник, химик и фармацевт
- Фосс, Кристиан Фридрих (1724—1795) — немецкий издатель
- Шпелли, Инго (1966) — немецкий гребец-каноист
- Шульц, Лавиния (1896—1924) — немецкая актриса и танцовщица
- Янц, Карин (1952) — бывшая немецкая гимнастка и в настоящее время медицинский эксперт
- We Butter the Bread with Butter — дэткор группа.

## Фотографии

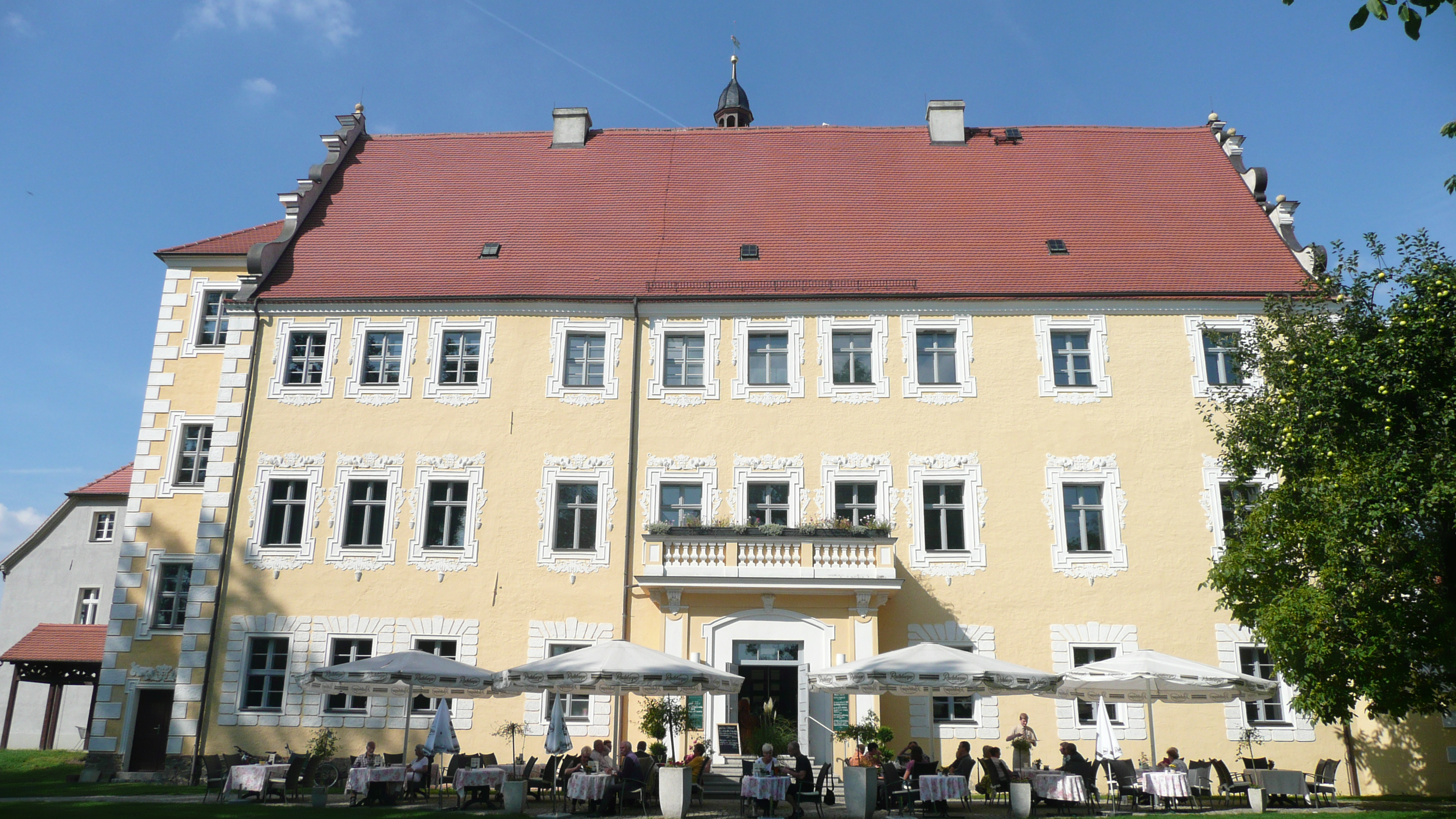
Schloss Lübben
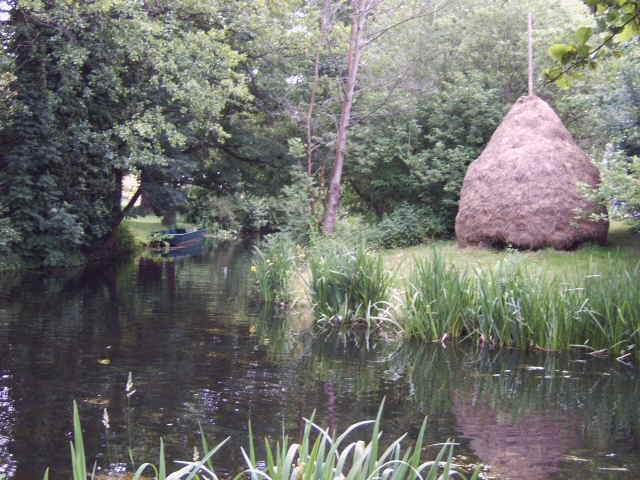
Schlossinsel Lübben
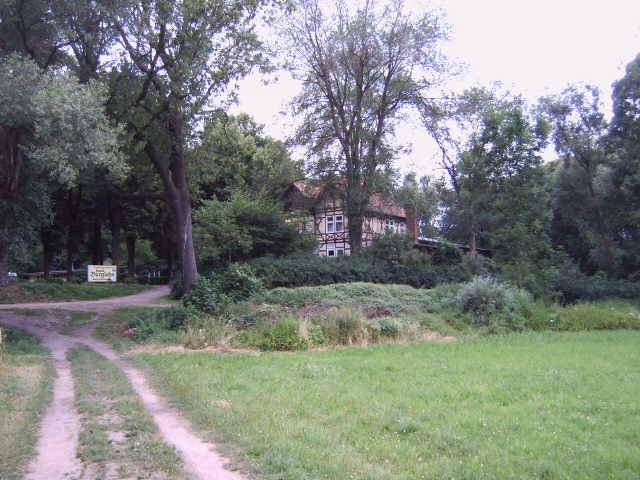
Haus Burglehn am Ort der alten Slawenburg
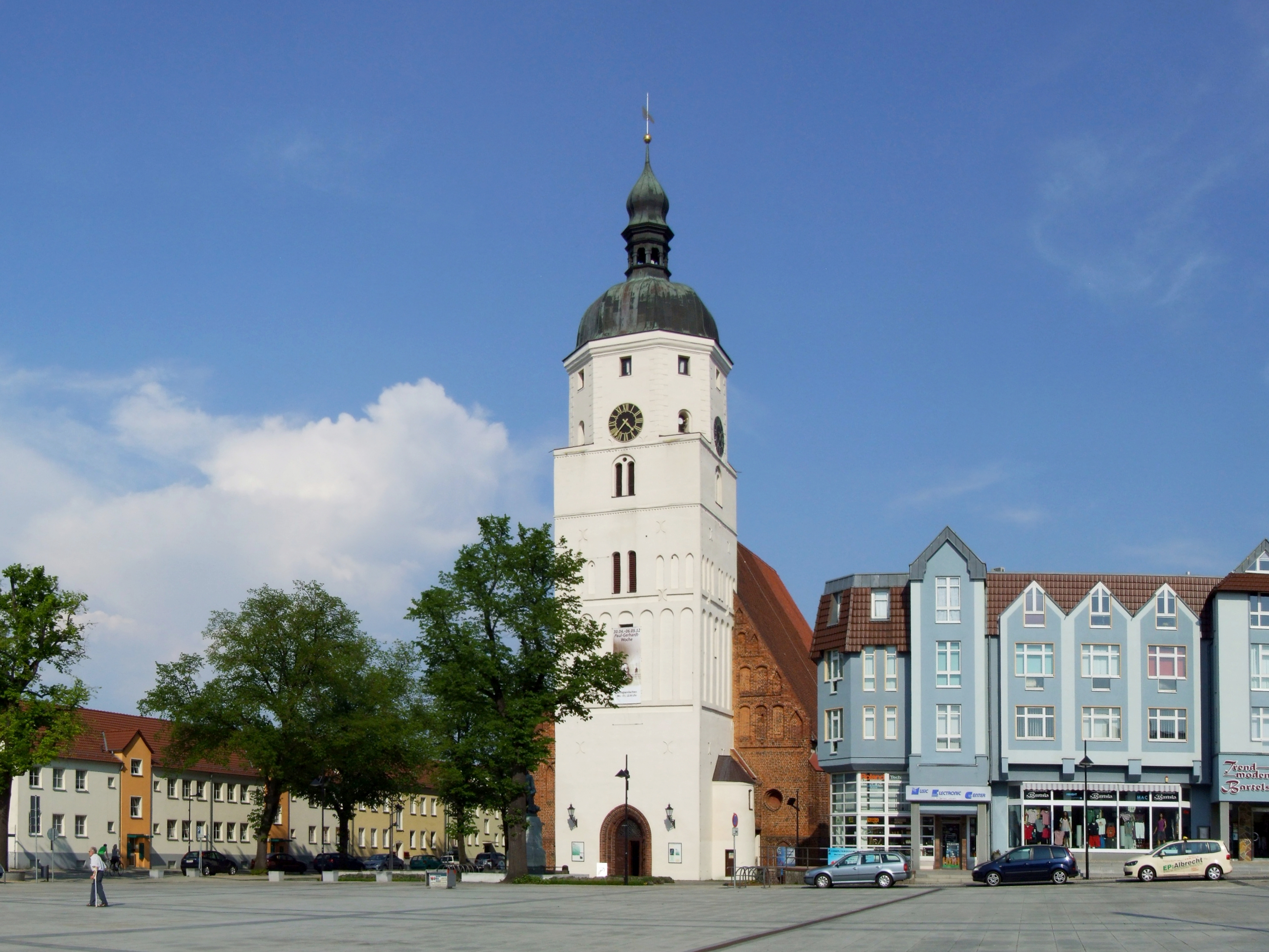
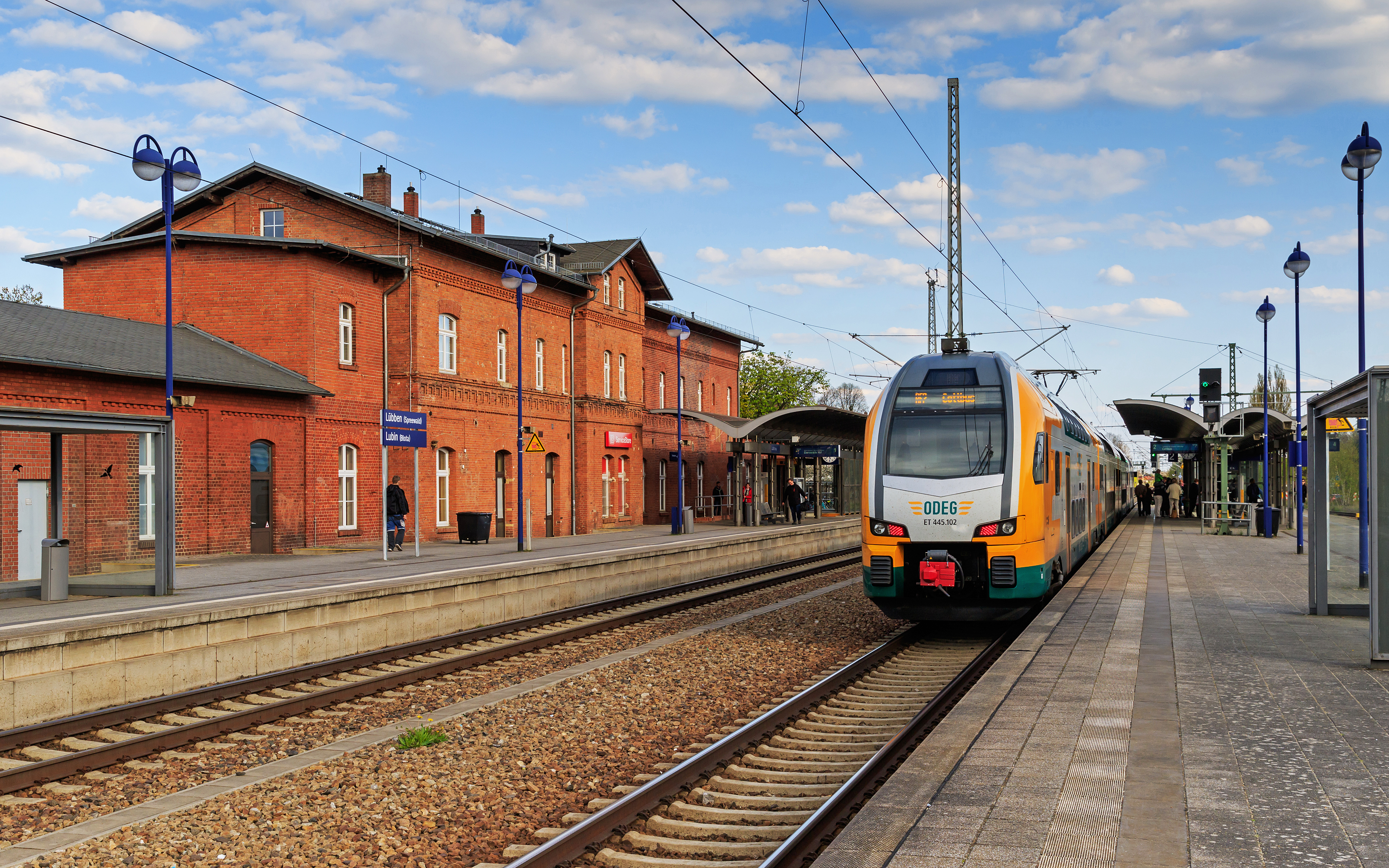
Железнодорожная станция